# 인천영종초등학교
인천영종초등학교는 대한민국 인천광역시 중구 중산동에 있는 공립 초등학교이다. 2020년으로 개교 100주년을 맞이했다.

## 학교 연혁
- 1899년 9월 21일 경주   영종소학교로 설립인가
- 1920년 9월 22일 부천군 영종공립보통학교 개교[3]
- 1938년 4월 1일 영종공립심상소학교로 개칭[4]
- 1941년 4월 1일 영종공립국민학교로 개칭[5]
- 1959년 6월 20일 중산리(중구 백운로 57-25) 교정 이전
- 1994년 3월 1일 금산분교장 편입
- 1996년 3월 1일 인천영종초등학교로 개칭[6]
- 2000년 12월 29일 인터넷 전용선 설치
- 2002년 4월 20일 전자도서관 개관
- 2003년 8월 30일 과학실 현대화
- 2004년 9월 16일 급식소 개소식
- 2012년 9월 1일 신축 교사(하늘달빛로 133)[7][8]로 이전
- 2016년 5월 31일 꿈빛과학페스티벌(3~4학년)
- 2016년 9월 1일 제25대 여운경 교장 부임
- 2016년 9월 29일 해설이 있는 음악회 ‘아이심포니에타’ 공연 관람(4~6학년)
- 2016년 10월 21일 학급 학예발표회, 상차용 쓰레기 분리수거함 2대 설치
- 2016년 10월 31일 별빛독서 축제(~ 11월 4일)
- 2016년 11월 11일 방과후학교 페스티벌
- 2017년 2월 7일 학년별 학년문집 창간(6권)
- 2017년 3월 20일 영종초 드림업 영종밴드, 영종보컬부 창단
- 2018년 3월 29일 해양소년단 창단
- 2018년 5월 8일 영종초 과학동아리 Rise Drone 운영
- 2019년 1월 16일 제97회 졸업식(183명, 누계 7561명)
- 2019년 3월 1일 일반 54학급(분교 6), 특수 3학급(분교 1), 유치원 4학급 편성

## 참고 자료
- 인천영종초등학교 - 한국교육학술정보원 학교알리미

## 이전 이후
이전 이후, 옛 인천영종초등학교 터에는 2009년 영종유치원이 개원했다.